# Nagy Vanessza (labdarúgó, 2002)
 Nagy Vanessza (2002. február 13. –) magyar női válogatott labdarúgó, a Ferencváros csatára.

## Pályafutása

### Klubcsapatokban
2013-ban a Haladás-Viktória FC akadémiáján kezdett focizni és már első évében 22 gólt termelt az U15-ös bajnokságban. Teljesítménye révén már 15 évesen bemutatkozhatott a felnőttek között, ahol 9 meccsen 1 találatot szerzett az élvonalban.
A szezon befejeztével a St. Pölten gárdájához került és 2 meccset játszott le honfitársai, Vágó Fanny és Zágor Bernadett mellett a Bundesligában, a másodosztályban pedig hamar alapemberré vált.
32 meccsen szerzett 24 gólja kíváló ajánlólevél volt az Eintracht Frankfurt számára, így 2020. januárjában Frankfurtba tette át székhelyét. Két találkozón bizonyíthatott, azonban a koronavírus-járvány miatt nem hosszabbították meg szerződését és visszatért nevelőegyesületéhez.
A szombathelyi gárda első találatát szerezte meg a 2021–22-es szezon 1. fordulójában, miután a vasiak győzelemmel rajtoltak a győriek elleni mérkőzésen.
Sérülésekkel tarkított 2022–23-as szezonjában nem tudott csapata segítségére lenni, amely nagyban hozzájárult klubváltásához és felépülése után már a Soroksár SC színeiben kezdhette meg a 2023–24-es évadot.
2024. július 5-én szerződött a Ferencváros gárdájához.

### A válogatottban
2017. szeptember 5-én a Portugália elleni barátságos találkozón mutatkozott be a 17 éven aluliak között, és 2024 óta a válogatott keretének tagja.
Első felnőtt válogatott mérkőzésén, a Szerbia elleni Nemzetek Ligája találkozó 70. percében állt be Pápai Emőke helyére.

## Sikerei

### Klubcsapatokban
Osztrák bajnok (2):
- St. Pölten (2): 2017–18, 2018–19

 Osztrák kupagyőztes (1):
- St. Pölten (1): 2017–18

## Statisztikái

### Klubcsapatokban
2025. május 11-ig bezárólag
| Klub                | Szezon           | Bajnokság | Bajnokság | Kupa  | Kupa | Nemzetközi | Nemzetközi | Össz. | Össz. |
| Klub                | Szezon           | Mérk.     | Gól       | Mérk. | Gól  | Mérk.      | Gól        | Mérk. | Gól   |
| ------------------- | ---------------- | --------- | --------- | ----- | ---- | ---------- | ---------- | ----- | ----- |
| Haladás-Viktória FC | 2016–17          | 9         | 1         | 0     | 0    | 0          | 0          | 9     | 1     |
| Haladás-Viktória FC | Összesen         | 9         | 1         | 0     | 0    | 0          | 0          | 9     | 1     |
| St. Pölten          | 2017–18          | 2         | 0         | 0     | 0    | 0          | 0          | 2     | 0     |
| St. Pölten          | 2018–19          | 3         | 0         | 0     | 0    | 0          | 0          | 1     | 0     |
| St. Pölten          | Összesen         | 5         | 0         | 0     | 0    | 1          | 0          | 6     | 0     |
| Eintracht Frankfurt | 2020–21          | 2         | 0         | 0     | 0    | 0          | 0          | 2     | 0     |
| Eintracht Frankfurt | Összesen         | 2         | 0         | 0     | 0    | 0          | 0          | 2     | 0     |
| Haladás-Viktória FC | 2021–22          | 16        | 3         | 1     | 0    | 0          | 0          | 17    | 3     |
| Haladás-Viktória FC | 2022–23          | 3         | 0         | 0     | 0    | 0          | 0          | 3     | 0     |
| Haladás-Viktória FC | Összesen         | 19        | 3         | 1     | 0    | 0          | 0          | 20    | 3     |
| Soroksár SC         | 2023–24          | 14        | 8         | 0     | 0    | 0          | 0          | 14    | 8     |
| Soroksár SC         | Összesen         | 14        | 8         | 0     | 0    | 0          | 0          | 14    | 8     |
| Ferencváros         | 2024–25          | 22        | 17        | 3     | 1    | 0          | 0          | 25    | 18    |
| Ferencváros         | Összesen         | 22        | 17        | 3     | 1    | 0          | 0          | 25    | 18    |
| Karrier összesen    | Karrier összesen | 71        | 29        | 4     | 1    | 1          | 0          | 76    | 30    |